# Sigmocheir maculifer
Sigmocheir maculifer är en mångfotingart som först beskrevs av Chamberlin 1941.  Sigmocheir maculifer ingår i släktet Sigmocheir och familjen Xystodesmidae. Inga underarter finns listade i Catalogue of Life.